# Eduard Vyznavač
Eduard Vyznavač, (anglicky Edward the Confessor), také Eduard III. Vyznavač (asi 1004 – 5. ledna 1066) byl posledním východoanglickým resp. anglickým králem anglosaského původu. Byl synem Ethelreda II. z rodu Cerdikovců (Wessexové, House of Wessex). Vládl od roku 1042 až do své smrti. Jeho vláda byla provázena pokračujícím úpadkem královské moci v Anglii a rostoucím vlivem šlechty. Tento proces předznamenal podmanění Anglie normanským vévodou Vilémem I. Dobyvatelem v roce 1066.
Eduard nastoupil na trůn 8. června 1042 a podle Anglosaské kroniky byl oblíbeným králem. Když v roce 1066 zemřel, neměl syna, který by se stal jeho jednoznačným nástupcem. Nástupnictví se tedy stalo problémem, protože si nároky na trůn činili tři velmožové.

## Mládí
Eduard se narodil kolem roku 1004, údajně v Isipu v Oxfordshire. V roce 1013 uprchl se svým bratrem Alfrédem a matkou Emmou Normandskou před vikinskými nájezdníky do Normandie. Během normanského exilu se u Eduarda vyvinula velká zbožnost. Jeho přátelské vztahy s Normandií a jejími předními osobnostmi ovlivnily jeho pozdější vládu v Anglii.
Po nezdařeném pokusu (provedeném společně s bratrem Alfrédem) o sesazení nevlastního bratra Harolda I. z anglického trůnu se Eduard vrátil zpět do Normandie. Alfréd byl však při útěku zajat a zabit Godwinem, hrabětem z Wessexu.
V roce 1041, po Haroldově smrti, pozval Hardiknut, Haroldův nástupce, svého bratra Eduarda z exilu v Normandii zpět do Anglie a pravděpodobně jej ustanovil svým dědicem. Hardiknut neměl manželku ani potomky a zemřel o rok později.

## Eduardova vláda
Eduardova vláda byla provázena mírem a prosperitou, faktická správa však vyžadovala shodu s třemi mocnými hrabaty: Godwinem, hrabětem z Wessexu, Leofricem, hrabětem z Mercie a Siwadem, hrabětem z Northumbrie. Eduardovy sympatie k Normanům rozhořčovaly stejně tak anglosaské jako dánské šlechtice a přiživovaly protinormanské nálady, vedené Godwinem. Zlomovým okamžikem bylo jmenování arcibiskupa canterburského, kdy Eduard odmítl Godwinova kandidáta a jmenoval arcibiskupem londýnského biskupa normanského původu.
Střet se vyhrotil během krvavých nepokojů mezi obyvateli Doveru a Eduardovým příbuzným Eustachem II., hrabětem z Boulogne. Godwin je odmítl potrestat, ale Leofric a Siward se postavili na královu stranu a Godwin byl nucen v září 1051 odejít i s rodinou do exilu. O rok později se hrabě Godwin vrátil s armádou a přinutil krále, aby mu vrátil titul a majetek a zbavil se normanských poradců. Godwin zemřel v roce 1053. Jeho synu Haroldovi se podařilo shromáždit ještě větší majetek a po Eduardově smrti v lednu 1066 byl korunován králem. Trůn si však nárokoval také norský král Harald III. Hardrada a normanský vévoda Vilém. Poslední z nich byl nakonec úspěšný, Harolda II. Godwinsona porazil v bitvě u Hastingsu a jako král spojil normanské a anglické území.

## Kanonizace
Když v roce 1154 nastoupil na trůn Jindřich II. Plantagenet, došlo v jeho osobě ke spojení anglosaského a normanského rodu. Aby ještě více upevnil svoji pozici, založil kult svého předchůdce z 11. století Eduarda Vyznavače. S jeho kanonizací Eduarda Vyznavače souhlasil i papež Alexandr III. a v roce 1163 byly Eduardovy ostatky uloženy ve Westminsterském opatství. Slavnostní obřad celebroval Thomas Becket, arcibiskup canterburský. V době Eduardovy kanonizace byli svatí běžně děleni na mučedníky a vyznavače. Mučedníci byli lidé, kteří byli zabiti pro svou víru, vyznavači zemřeli přirozenou smrtí. Podle tohoto pravidla byl Eduard označen jako Eduard Vyznavač, částečně také proto, aby byl odlišen od staršího Eduarda II. Mučedníka.
Římskokatolická církev považuje Eduarda Vyznavače za svatého ochránce králů, problémových manželství a rozvedených manželů. Během vlády Jindřicha II. začal být Eduard považován za ochránce Anglie, než byl roku 1348 nahrazen svatým Jiřím. I nadále však zůstal patronem královské rodiny.